# Хуан Мануель Торрес
Хуа́н Мануе́ль То́ррес (ісп. Juan Manuel Torres), більш відомий як Чако Торрес (ісп. Chaco Torres); нар. 20 червня 1985, Пуерто-Вілелас) — аргентинський футболіст.
Колишній гравець аргентинських клубів Расінг (Авельянеда) і Сан-Лоренсо де Альмагро (Буенос-Айрес) та українського Металіста (Харків). Дебютував у дорослому футболі у 17 років. Зіграв більш ніж 100 матчів за кожен з аргентинських клубів. 24 червня 2011 підписав трирічний контракт з футбольним клубом Металіст (Харків) на правах вільного агента.
У 2014 році контракт з «Металістом» закінчується, і Хуан Мануель повертається до Аргентини, до свого рідного селища у провінції Чако. Там з 2015 року він виступає за клуб свого дитинства «Атлетіко Дефенсорес де Вілелас» з невеликого селища Пуерто-Вілелас, провінція Чако, який бере участь у змаганнях у регіональній аргентинської лізі.
Грав за молодіжну збірну Аргентини до 20 років разом з такими гравцями як Ліонель Мессі, Серхіо Агуеро і Пабло Забалета, з якою виграв Чемпіонат світу з футболу серед молодіжних команд 2005.

## Досягнення

### Збірна
- Чемпіон світу (U-20): 2005
- Срібний призер  чемпіонату України: 2012/13
- Бронзовий призер  чемпіонату України: 2011/12

## Особисте життя
- Має двох дітей: дочка від першої дружини Айлін Лобато, а також син від актриси Каталіни Артусі.
- У вересні 2012 року аргентинська фотомодель Іванна Палліотті покинула Буенос-Айрес і переїхала до Харкова до свого бойфренда, гравця "Металіста" Чако Торресу.[1]

## Цікаві факти
- "Чако" - прізвисько Хуана Мануеля, дане йому через те, що він народився в аргентинській провінції Чако.[2]
- Чако Торрес міг опинитися в чемпіонаті України набагато раніше, причому в рядах вічного конкурента Металіста за призові місця - в київському Динамо.

Влітку 2005 року керівництво київського Динамо зробило спробу купити на той час молодого і перспективного футболіста, молодіжного чемпіона світу Хуана Мануеля Торреса в аргентинського клубу Расінг. Однак керівництво Расінгу не горіло бажанням відпускати одного з ключових футболістів, хоча сам Хуан Мануель і висловлював бажання піти. Крім усього іншого, сторони не зійшлися в грошовому питанні.
- Також цікаво, що Чако обидва рази переходив в новий клуб безкоштовно (на правах вільного агента), і його колишні клуби на його трансферах грошей не заробили.
- Цікаво, що фактично гравець сам запропонував свої послуги ФК Металіст, не маючи на той момент ніяких контрактів.